# كانن (موسيقى)

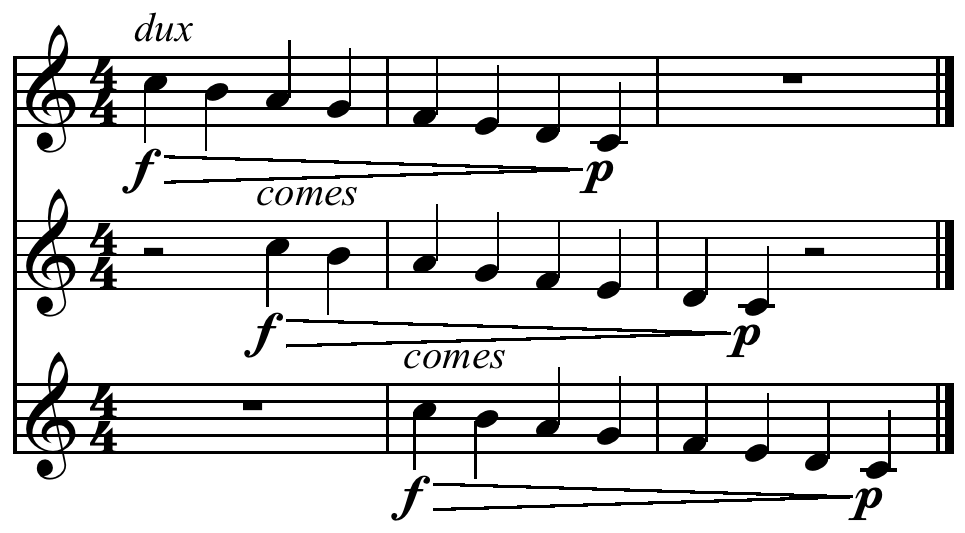
مثال عن قانون بثلاثة أصوات في انسجام ، دقتان منفصلتان.

في الموسيقى، الاتباع أو الكانن هو تكوين كونتربنتالي يوظف لحنًا مع تقليد واحد أو أكثر للحن ويؤدي بعد مدة معينة (على سبيل المثال: ربع استراحة أو قياس واحد، إلخ). يسمى اللحن الأول الرئيس (أو دو) بينما يسمى اللحن المقلد والذي يؤدي بأصوات مختلفة التابع (أو الآتي). يجب على التابع أن يقلد القائد، إما كتكرار دقيق لإيقاعاته وفتراته أو بعض التحول منه. يُطلق على المدونات المتكررة التي تكون فيها جميع الأصوات متطابقة موسيقيًا جولات - «التجذيف والصف والتجديف بقاربك» و «فرير جاك» هي أمثلة شائعة.
الشريعة المصاحبة هي شريعة مصحوبة بواحد أو أكثر من الأجزاء المستقلة الإضافية التي لا تقلد اللحن.